# Samuel Escobar
Samuel Escobar (* 1934 in Arequipa, Peru; † 29. April 2025 in Valencia) war ein peruanischer Theologe mit evangelikaler Ausrichtung.

## Werdegang
Samuel Escobar studierte an der Universidad Nacional Mayor de San Marcos in Lima und promovierte an der Universidad Complutense in Madrid. Von 1959 bis 1985 war er beratend für die internationale Vereinigung evangelikaler Studenten in Peru, Argentinien, Brasilien, Spanien und Kanada tätig. Er war 1974 in führender Position am Internationalen Kongress für Weltevangelisation in Lausanne beteiligt. Von 1985 bis 2005 lehrte Escobar als Professor für Missionswissenschaft am Eastern Baptist Theological Seminary an der Eastern University bei Philadelphia, USA. Danach lebte Escobar in Valencia und lehrte an der Facultad Protestante de Teología in Madrid.
Escobar prägte die Idee der sogenannten „Integralen Mission“ mit, die die Dichotomie zwischen sozialem Engagement und Evangelisation in Frage stellt. Die in den katholischen Kirchen der Länder Lateinamerikas entstandene Befreiungstheologie hatte Einfluss auf diese Form der evangelikalen Theologie in Mittel- und Südamerika.

## Schriften (Auswahl)
- La fe evangélica y las teologías de la liberacíon. Casa Bautista de Publicaciones, El Paso 1987.
- Evangelio y realidad social. Ensayos. Casa Bautista de Publicaciones, El Paso 1988.
- Tiempo de misión. América Latina y la misión cristiana hoy. Clara, Bogotá 1999.
  - Changing Tides. Latin America and World Mission Today. Orbis Books, 2002.
- The new global mission: the Gospel from everywhere to everyone. InterVarsity Press, Downers Grove 2003. ISBN 978-0-83083-301-6.
- A time of mission: the challenge for global Christianity. InterVarsity Press, 2011; Langham Global Library, Carlisle 2013. ISBN 978-1-84474-549-4.
- En busca de Cristo en América Latina. Ediciones Kairós, Buenos Aires 2012.